# Ablació làser

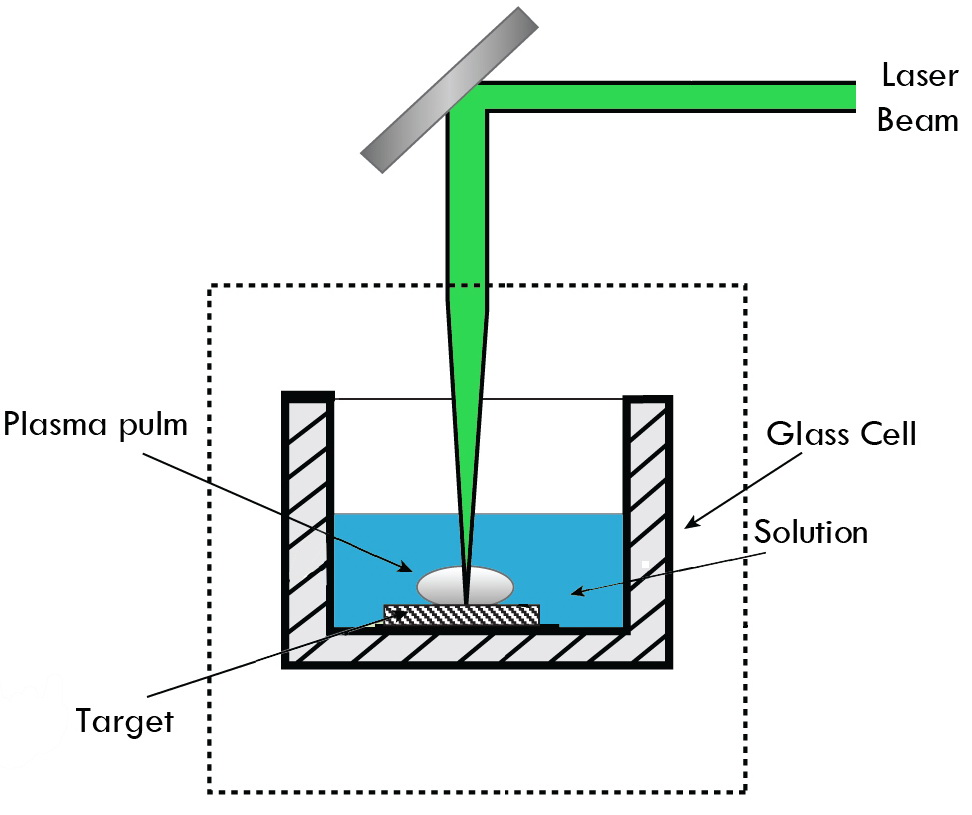
Preparació de nanopartícules per làser en solució

L'ablació làser o fotoablació (també anomenada explosió làser) és el procés d'eliminar material d'una superfície sòlida (o ocasionalment líquida) irradiant-lo amb un raig làser. A baix flux làser, el material s'escalfa per l'energia làser absorbida i s'evapora o sublima. A un flux làser elevat, el material normalment es converteix en un plasma. Normalment, l'ablació làser fa referència a l'eliminació de material amb un làser polsat, però és possible eliminar material amb un feix làser d'ona contínua si la intensitat del làser és prou alta. Si bé els polsos làser relativament llargs (per exemple, polsos de nanosegons) poden escalfar i alterar o danyar tèrmicament el material processat, els polsos làser ultracurts (per exemple, els femtosegons) causen només danys materials mínims durant el processament a causa de la interacció ultracurta llum-matèria i, per tant, també són adequats per a micromaterials. processament. Els làsers excímers de llum ultraviolada profunda s'utilitzen principalment en fotoablació; la longitud d'ona del làser utilitzat en la fotoablació és d'aproximadament 200 nm.

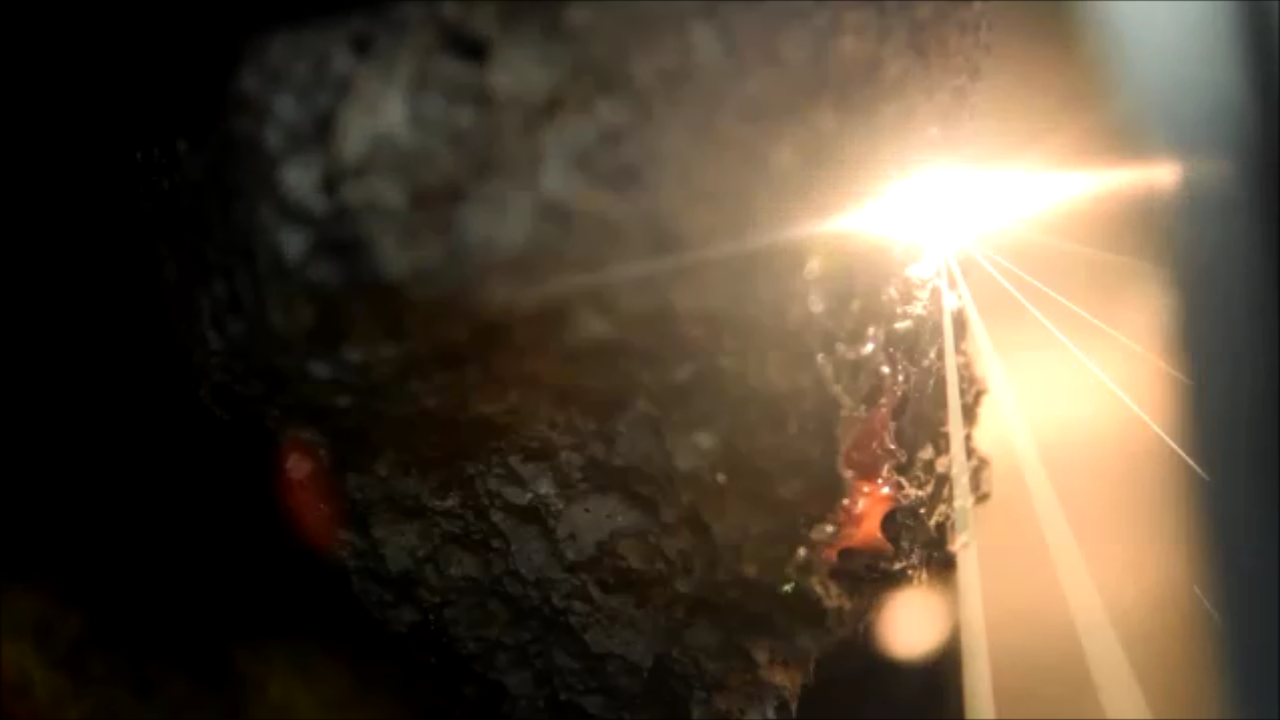
Ablació làser d'una mostra semblant a un asteroide

## Fonaments
La profunditat sobre la qual s'absorbeix l'energia del làser i, per tant, la quantitat de material eliminat per un sol pols làser, depèn de les propietats òptiques del material i de la longitud d'ona del làser i la longitud del pols. La massa total extirpada de l'objectiu per pols làser s'anomena normalment velocitat d'ablació. Característiques de la radiació làser com la velocitat d'escaneig del raig làser i la cobertura de les línies d'escaneig poden influir significativament en el procés d'ablació.
Els polsos làser poden variar en un rang molt ampli de durada (de mil·lisegons a femtosegons) i de fluxos, i es poden controlar amb precisió. Això fa que l'ablació làser sigui molt valuosa tant per a aplicacions de recerca com industrials.

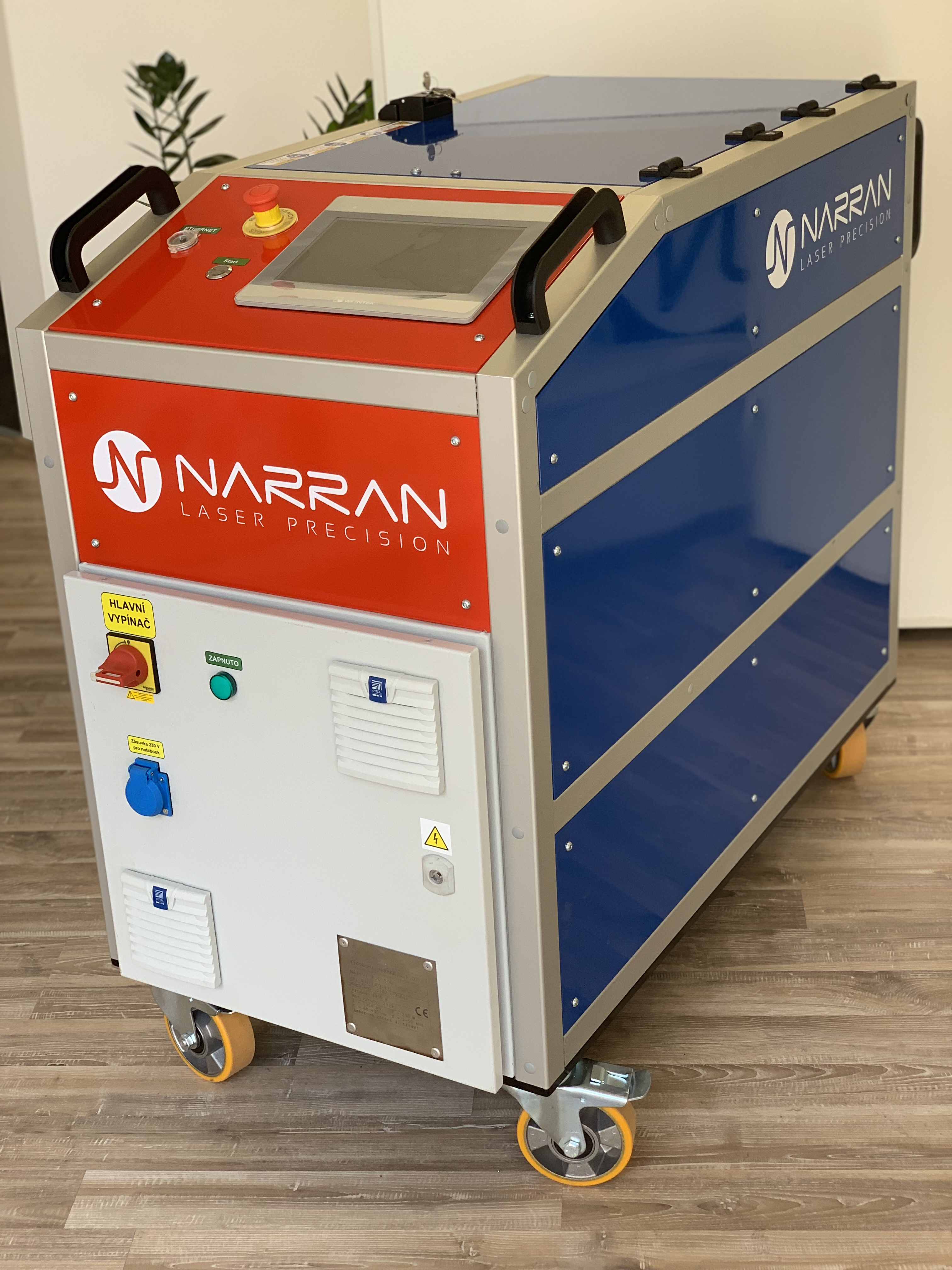
Làser de neteja industrial de 500 W.

## Aplicacions
L'aplicació més senzilla de l'ablació làser és eliminar material d'una superfície sòlida de manera controlada. El mecanitzat per làser i especialment la perforació làser en són exemples; Els làsers polsats poden perforar forats extremadament petits i profunds a través de materials molt durs. Els polsos làser molt curts eliminen el material tan ràpidament que el material circumdant absorbeix molt poca calor, de manera que la perforació làser es pot fer en materials delicats o sensibles a la calor, inclòs l'esmalt dental ( odontologia làser ). Diversos treballadors han emprat l'ablació làser i la condensació de gas per produir nanopartícules de metall, òxids metàl·lics i carburs metàl·lics.
A més, l'energia làser es pot absorbir selectivament pels recobriments, especialment en metalls, de manera que els làsers polsats de CO2 o Nd:YAG es poden utilitzar per netejar superfícies, eliminar pintura o recobriment o preparar superfícies per pintar sense danyar la superfície subjacent. Els làsers d'alta potència netegen un lloc gran amb un sol pols. Els làsers de menor potència utilitzen molts polsos petits que es poden escanejar per una àrea. En algunes indústries, l'ablació làser es pot denominar neteja per làser.
Una altra classe d'aplicacions utilitza l'ablació làser per processar el material eliminat en noves formes, ja sigui impossible o difícil de produir per altres mitjans. Un exemple recent és la producció de nanotubs de carboni.
Una variació d'aquest tipus d'aplicació és utilitzar l'ablació làser per crear recobriments ablandant el material de recobriment d'una font i deixant-lo dipositar a la superfície a recobrir; aquest és un tipus especial de deposició física de vapor anomenada deposició làser polsada (PLD) i pot crear recobriments a partir de materials que no es poden evaporar fàcilment d'una altra manera. Aquest procés s'utilitza per fabricar alguns tipus de superconductors d'alta temperatura i cristalls làser.